# Czech! Till Now You Were Alone
Czech! Till Now You Were Alone je kompilační album představující československý alternativní rock z generace nové vlny. Vydal je Rodolfo Protti z italského Pordenone ve svém nezávislém vydavatelství Old Europa Cafe. 

## Vznik alba
Na sampleru je zastoupeno devatenáct hudebních skupin, každá s jednou skladbou. Jednalo se o nezávislé amatérské skupiny, které neměly v tehdejším Československu přístup do oficiálních vydavatelství, zvlášť po vypuknutí kampaně Nová vlna se starým obsahem. Žánrový záběr sahá od punk rocku přes industriál až po instrumentální ambientní hudbu. Nahrávky byly pořízeny v domácích studiích nebo na koncertech v letech 1981–1984, od hudebníků materiál shromažďoval Mikoláš Chadima a posílal jej Prottimu do Itálie. Na přípravě desky se v exilu podílel Jaroslav Jeroným Neduha.
Album bylo distribuováno na dlouhohrajících gramofonových deskách a na audiokazetách. Obal desky navrhl Luděk Neužil a karikoval na něm Gustáva Husáka a další představitele vládnoucího režimu. Na vnitřním obalu se nacházely texty písní v originále a anglickém překladu (improvizované podmínky vzniku se projevily množstvím chyb v obou jazycích). Na obalu není uvedeno datum vydání, podle pamětníků sampler vyšel na přelomu let 1984 a 1985.

## Seznam skladeb
1. Máma Bubo – 20. století
2. Extempore – Zabi ho!
3. Dvouletá fáma – To ona ona to
4. Ještě jsme se nedohodli – Koni
5. Odvážní bobříci – Drž hubu
6. Jablkoň – Chmury
7. Třírychlostní Pepíček – Lepší ruka zdravá
8. Plnko – Stomachaghes
9. A 64 – Já nemám šajn[3]
10. Marno Union – Orly
11. Precedens – Vlci
12. Zikkurat – Zkaženej zub
13. MCH Band – Kdo ví
14. The Gaz – Kilgore Trout
15. Slepé střevo – Nápověda ležícímu
16. Jasná páka – Hele hele
17. Nukleus – Dokola dokolečka
18. Vlna Bavlna  – Vlasy
19. Disharmonic Ballet – Isolation[4]